# Azelia triquetra
Azelia triquetra är en tvåvingeart som först beskrevs av Christian Rudolph Wilhelm Wiedemann 1817.  Azelia triquetra ingår i släktet Azelia och familjen husflugor. Arten är reproducerande i Sverige. Inga underarter finns listade i Catalogue of Life.